# 大余县

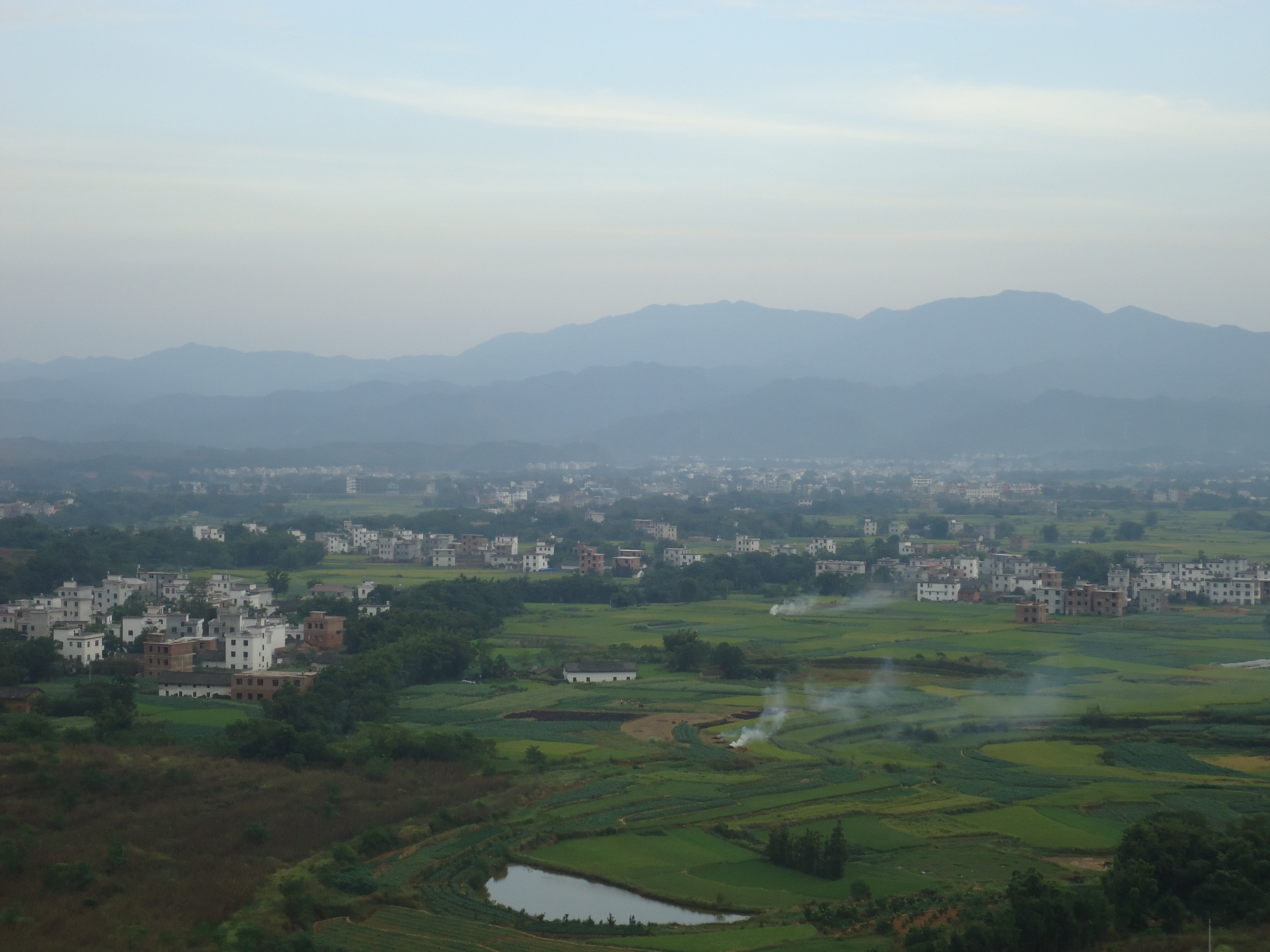
南眺大余县新城镇

大余县位于江西省西南端，为赣州市下辖－個县。位於贛、粵、湘三省交匯處，是江西的“南大門”，大余原名大庾，得名于“五岭”（南岭）之首——大庾岭。縣人民政府駐南安鎮。

## 历史
早在新石器时代，在今大余县境内就有人类居住与活动。
秦始皇分天下为三十六郡，今大余县境属九江郡，秦始皇三十三年（前214年）置南壄县，今大余县境属之。
南朝梁大宝元年（550年）今大余县境由南康郡转属始兴郡。南朝陈太建十三年（581年）始兴郡分置安远郡。隋开皇十年（590年）改安远郡为大庾县，为大余建县之始，属始兴郡。开皇十六年（596年）废始兴郡，大庾县省入虔州南康县，改置大庾镇。唐神龙元年（705年）復名大庾县，隶虔州。
北宋淳化元年（990年）置南安军，辖大庾、南康、上犹三县，治所在大庾县。元至元十四年（1277年）改南安军为南安路总管府，元至正二十五年（1365年）改南安路为南安府。
明正德十二年（1517年）析大庾县的义安、聂都、铅厂三里及上犹县的崇义、上堡、雁湖三里和南康县的隆平、尚德二里置崇义县，属南安府。清沿明制。
中华民国元年（1912年）废南安府，大庾县直属江西省。
1949年8月16日，中国人民解放军四十八军一四二师四二六团与赣南支队、北江二支队、赣南支队崇庾大队凌浪中队、内良起义军占领大庾。8月26日成立大庾县人民政府，隶属江西省赣州督察专员公署。1957年5月1日，经国务院批准大庾县改称为大余县，属赣南行政公署。1999年7月赣州撤地设市，大余县属赣州市。

## 行政区划
大余县下辖8个镇、3个乡：
南安镇、新城镇、樟斗镇、池江镇、青龙镇、左拔镇、黄龙镇、吉村镇、浮江乡、河洞乡、内良乡和新世纪工业园。

## 地理
大余位于江西省的西南边缘，居章江上游，大庾岭北麓。东西长127.5千米，南北宽25千米，总面积1367.63平方千米。县境气候属中亚热带季风湿润气候区。

## 交通
大余交通历史悠久，是沟通中原与岭南的要冲。隋开皇十年（590年）置县至今1400多年。自唐朝宰相张九龄在大余梅关开凿驿道后，大余一度成为中原通广州往日本、东南亚“海上丝绸之路”的唯一陆路地标，是连接长江水系和珠江水系的重要交通枢纽。宋代大文豪苏东坡赞誉大余“大江东去几千里，庾岭南来第一州”。
- 公路：2011年全县公路通车里程1160.5公里，其中高速公路通车里程42.18公里，国道46.46公里,省道16.72公里，县道194.38公里，乡村公路860.76公里。重要公路有 220国道、 323国道和韶赣高速公路。[6]
- 铁路：赣韶铁路，境内设大余站。

## 经济
2011年全年地区生产总值(GDP)654092万元。
2019年，大餘縣地區生產總值（GDP）1055729萬元，同比增長8.5%。

## 人口
2011年末全县总人口307008人，其中农业人口217535人，非农业人口89473人。
根據第七次人口普查數據，截至2020年11月1日零時，大餘縣市常住人口為264995人。

## 教育
2011年全县共有普通中学14所，在校学生14182人；中等职业学校2所，在校学生1339人；小学101所，在校学生27480人。

## 资源
大余有钨、钼、锡、稀土等20多种矿产资源，其中钨矿以其质量好、品位高而著称於世，有“世界钨都”之称。

## 风景名胜
- 全国重点文物保护单位：嘉祐寺塔、梅关和古驿道
- 牡丹亭公园
- 丫山景区

- 嘉祐寺塔
- 梅关和古驿道